# صيغة تربيع كافالييري

صيغة كافالييري التربيعية تستخدم لحساب المساحة الموجودة أسفل المنحنيات كالمنحنى التكعيبي هنا، وكذا حساب مساحات أسفل منحنيات من قوى أعلى.

صيغة تربيع كافالييري هي صيغة رياضية في حساب التفاضل والتكامل، سُميت على اسم عالم الرياضيات الإيطالي من القرن السابع عشر بونافينتورا كافالييري، وهي التكامل المحدود التالي
{\displaystyle \int _{0}^{a}x^{n}\,dx={\tfrac {1}{n+1}}\,a^{n+1}\qquad n\geq 0,}
وصيغة التكامل غير المحدود هي:
{\displaystyle \int x^{n}\,dx={\tfrac {1}{n+1}}\,x^{n+1}+C\qquad n\neq -1.}
هناك صور أخرى لهذه الصيغة، مذكورة بالأسفل. يسمح هذا التكامل الخطي بحساب تكاملات كل كثيرات الحدود.
مصطلح «التربيع» هو مصطلح تاريخيًا يقصد به المساحة؛ فالتكامل من الناحية الهندسية هو المساحة الواقعة أسفل المنحنى y=xn. والحالات المهمة تقليديا كانت y=x2 ، وتربيع القطع المكافئ، و y=1 / x، وتربيع القطع الزائد المساوية قيمته للوغاريتم الطبيعي.

## أشكال الصيغة

### قيمnالسالبة
بالنسبة لقيم n السالبة (أس x السالب)، توجد حالة تفرد عند x=0، لذا فالتكامل المحدود يبدأ من 1، بدلاً من 0، على النحو التالي:
{\displaystyle \int _{1}^{a}x^{n}\,dx={\frac {1}{n+1}}(a^{n+1}-1)\qquad n\neq -1.}
لقيم n الكسرية السالبة، فإن الدالة الأسية xn غير محددة جيدًا، وبالتالي يعرف التكامل غير المحدود لقيم x الموجبة فقط. ولكن لو كانت n عددًا صحيحًا سالبًا، تصبح الدالة الأسية xn معرفة لجميع قيم x التي لا تساوي الصفر، وتكون التكاملات المجدودة وغير المحدودة معرفة، ويمكن حسابها باستبدال x بـ −x، وبدء التكامل المحدد السالب عند −1.
وللأعداد المركبة يعرف التكامل المحدود (لقيم n وx السالبة)، عن طريق التكامل الكفافي.

### n= − 1
هناك أيضا حالة استثنائية عند n=− 1، ينتج عنها قيمةلوغاريتمية بدلاً من قيمة أسية لـ x:
{\displaystyle \int _{1}^{a}{\frac {1}{x}}\,dx=\ln a,}
{\displaystyle \int {\frac {1}{x}}\,dx=\ln x+C,\qquad x>0}
(حيث "ln" تعني اللوغاريتم الطبيعي، أي لوغاريتم أساسه الثابت e=2.71828. . .).
في الغالب يمتد التكامل المعتل لقيم x السالبة عن طريق:
{\displaystyle \int {\frac {1}{x}}\,dx=\ln |x|+C,\qquad x\neq 0.}
لاحظ أن القيمة المطلقة مستخدمة هنا لتوحيد صيغة التكامل غير المحدودـ، هذا يعني أن تكامل هذه الدالة الفردية هو دالة زوجية، برغم أن اللوغاريتم معرف فقط للمدخلات الموجبة، لكن يمكن اختيار قيمة موجبة أو سالبة للثابت C، لأن هذه لا تغير المشتق. ولذا يصبح الشكل الأعم هو:
{\displaystyle \int {\frac {1}{x}}\,dx={\begin{cases}\ln |x|+C^{-}&x<0\\\ln |x|+C^{+}&x>0\end{cases}}}
في الأعداد المركبة، لا يوجد مشتق عكسي شامل لـ 1/x، لأن هذه الدالة تجدد فضاء تغطية [الإنجليزية] غير تافه "non-trivial"؛ هذه الصيغة خاصة بالأرقام الحقيقية.
لاحظ أن التكامل المحدود الذي يبدأ عند 1 غير معرف لقيم a السالبة، لأنه يمر عبر نقطة انقطاع، وبرغم أن 1/x هي دالة فردية، نستطيع أن نبدأ التكامل المحدود للأسس السالبة عند −1. فباستخدام التكاملات المعتلة وحساب قيمة كوشي الأساسية [الإنجليزية]، نصل لـ {\displaystyle \int _{-c}^{c}{\frac {1}{x}}\,dx=0}، وباستخدام خاصية التناظر (لأن اللوغاريتم دالة فردية)، نحصل على {\displaystyle \int _{-1}^{1}{\frac {1}{x}}\,dx=0} ، إذا لا فرق إذا كان التكامل المحدود يبدأ عند 1 أو −1. كما الحال مع التكامل غير المحدود، وهذا خاص بالأعداد الحقيقية، ولا ينطبق على الأعداد المركبة.

### صيغ بديلة
يمكن أيضًا كتابة التكامل مع إزاحة قيمة n، لتبسيط النتيجة ولتوضيح العلاقة أكثر بين التفاضل في n من الأبعاد والمكعب ذا n بعد:
{\displaystyle \int _{0}^{a}x^{n-1}\,dx={\tfrac {1}{n}}a^{n}\qquad n\geq 1.}
{\displaystyle \int x^{n-1}\,dx={\tfrac {1}{n}}x^{n}+C\qquad n\neq 0.}
في العموم، يمكن كتابة الصيغ على النحو التالي:
{\displaystyle \int (ax+b)^{n}dx={\frac {(ax+b)^{n+1}}{a(n+1)}}+C\qquad {\mbox{(for }}n\neq -1{\mbox{)}}\,\!}
{\displaystyle \int {\frac {1}{ax+b}}dx={\frac {1}{a}}\ln \left|ax+b\right|+C}
وبشكل أكثر عمومية:
{\displaystyle \int {\frac {1}{ax+b}}\,dx={\begin{cases}{\frac {1}{a}}\ln \left|ax+b\right|+C^{-}&x<-b/a\\{\frac {1}{a}}\ln \left|ax+b\right|+C^{+}&x>-b/a\end{cases}}}

## برهان
البرهان الحديث يستخدم المشتق العكسي، ونحن نعرف أن اشتقاق xn يعطي nxn−1. وهذا واضح من صيغة ذي الحدين وتعريف المشتق، ونحن نعرف من النظرية الأساسية لحساب التفاضل والتكامل، أن المشتق العكسي هو التكامل.
استخدام المشتق العكسي سيفشل مع {\displaystyle \int {\frac {1}{x}}\,dx} لأنه {\displaystyle {\frac {1}{0}}\cdot x^{0}}، وهو غير معرف بسبب القسمة على الصفر. هنا تظهر فائدة دالة اللوغاريتم، لأنها فعليا هي المشتق العكسي لـ 1/x.

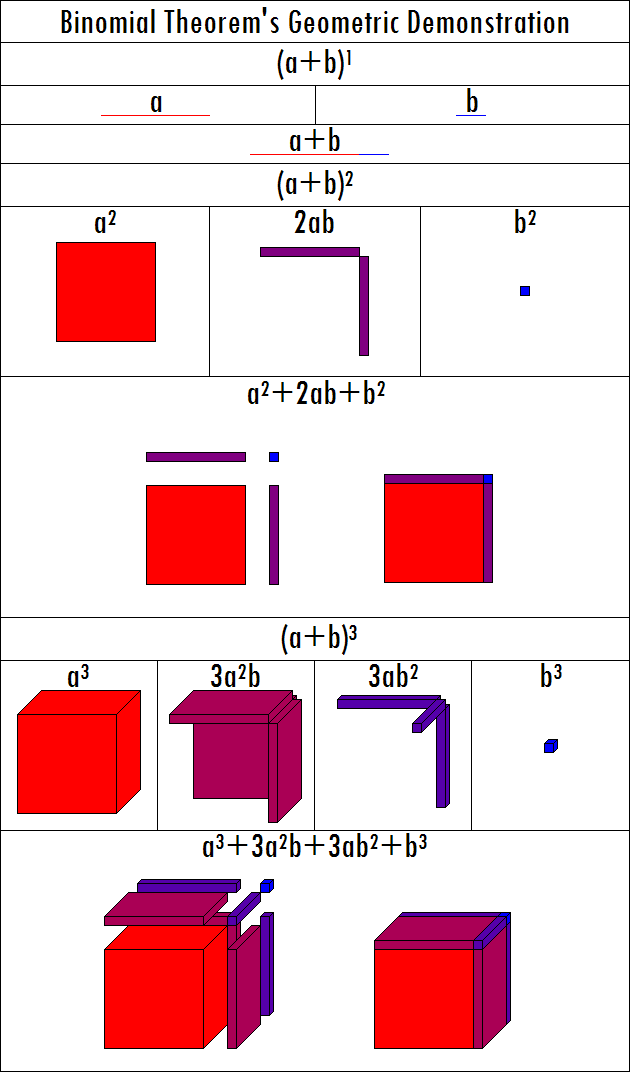
تمثيل هندسي لمبرهنة ذي الحدين، بنفس الطريقة يمكن هندسيًا تمثيل الاشتقاق كتغيير متناهي الصغر في حجم مكعب له n من الأبعاد، وهو ما يمثل مجموع مساحات n من الوجوه، كل وجه منها له (n−1) من الأبعاد. بتصور مشابه يمكن تمثيل التكامل عن طريق تكويم الوجوه، وهو تمثيل هندسي لنظرية التكامل الأساسية، وعن طريق هذا التصور سنقوم بتفكيك مكعب له n من الأبعاد إلى أهرامات لها n من الأبعاد، وهو معروض هنا في المقالة ويمثل برهانا هندسيا لصيغة تربيع كافالييري.

للأعداد الصحيحة الموجبة، يمكن البرهنة هندسيًا على النحو التالي:
إذا اعتبرنا القيمة الأسية xn تمثل حجم لمكعب له n من الأبعاد (مكعب فائق له n من الأبعاد)، فإن المشتق {\displaystyle nx^{n-1}} هنا يمثل تغير الحجم بتغير طول الضلع - والذي يمكن النظر إليه على أنه مساحة n من الوجوه التي لها n−1 بعدا، (لو قمنا بتثبيت أحد رؤوس المكعب عند نقطة الأصل، فتكون هذه هي الوجوه n التي لا تلامس هذا الرأس)، في حالة المكعب ثلاثي الأبعاد تكون n مساوية لـ 3، وعدد الوجوه التي لا تلامس نقطة الأصل 3، وكل وجه منها ثنائي البعد، الآن باستخدام حالة المكعب ثلاثي الأبعاد كنموذج لو بدأنا من رأس المكعب المركزي عند نقطة الأصل باتجاه أول وجه من هذه الوجوه، وأنشانا مربعا موازي لهذا الوجه، تزيد مساحته بصورة متناهية في الصغر تدريجيا كلما اقتربنا من وجه المكعب المقابل له، وقمنا بجمع مساحات هذه المربعات، فسيظهر لنا شكل هرم رأسه عند مركز المكعب عند نقطة الأصل وقاعدته السطح المقابل له، وبالمثل للسطحين الآخرين، سيظهر لنا n (في حالتنا هنا تساوي 3) من هذه الأهرامات، وللحصول على الحجم الكلي، نقوم بجمع حجم كل هرم، لنحصل على الصيغة المطلوبة.
توجد براهين أخرى - فعلى سبيل المثال قام فيرما بحساب المساحة باستخدام خدعة جبرية قام من خلالها بتقسيم المجال لفترات معينة غير متساوية الطول ثم أنشأ مستطيلات أحاطت بالمنحنى ثم قام بجمع مساحات هذه المستطيلات ليصل في النهاية لنفس الصيغة؛

## تاريخ

قام أرخميدس بحساب مساحة القطعة المكافئية في مؤلفه تربيع القطع المكافئ.

في القرن الثالث قبل الميلاد برهن عالم الرياضيات اليوناني أرخميدس مساحة القطع المكافئ في كتابه تربيع القطع المكافئ، مستخدما أسلوب الاستنفاذ. كما قام اليونانيون القدماء، وغيرهم، بحساب حجم الهرم أو المخروط، وهو ما يعادله رياضياً.
في القرن الحادي عشر، قام عالم الرياضيات المسلم ابن الهيثم بحساب تكاملات التكعيبيات والرباعيات (دوال من الدرجة الثالثة والرابعة) باستخدام الاستقراء الرياضي في كتابه البصريات.
قام كافالييري بحساب المساحة للأعداد الصحيحة حتى 9، باستخدام مبدأ كافالييري. وفسرها على أنها حساب أحجام ذات أبعاد أعلى، على الأقل بصورة غير رسمية، لأن الأجسام ذات الأبعاد الأعلى لم تكن مألوفة وقتها. بعد ذلك وسع عالم الرياضيات الإيطالي تورشيلي طريقة التربيع هذه لتشمل منحنيات أخرى كالحلقة الدويرية، ثم عمم عالم الرياضيات الإنجليزي جون واليس الصيغة على القوى الكسرية والسالبة في كتابه Arithmetica Infinitorum المنشور عام 1656، وفيه أيضًا وحد ترميز وتدوين قوى الرفع الكسرية - برغم أن أن واليس فسّر الحالة الاستثنائية n=−1 (تربيع القطع الزائد) بشكل غير صحيح - قبل أن توضع أخيرًا على أرضية علمية محكمة بتطور حساب التفاضل والتكامل.
قبل إعطاء واليس لصيغة رسمية للتعامل مع القوى الكسرية والسالبة، والتي سمحت بدوال صريحة كـ {\displaystyle y=x^{p/q}}، كان يتم التعامل ضمنيا مع هذه المنحنيات عبر المعادلات {\displaystyle x^{p}=ky^{q}} و{\displaystyle x^{p}y^{q}=k} (دائمًا ما تكون p و q أعدادًا صحيحة موجبة) ويشار إليهما على التوالي على أنهما قطوع مكافئة أعلى وقطوع زائدة أعلى. قام فيرما أيضًا بحساب هذه المساحات (باستثناء الحالة الاستثنائية −1).
نجح Grégoire de Saint-Vincent في معالجة الحالة الاستثنائية لـ −1 (القطع الزائد القياسي) لأول مرة في كتابه Opus geometricum quadrature circuli et sectionum coni (1647)، لكن المعالجة الرسمية تأخرت حتى ظهور اللوغاريتم الطبيعي، والذي وضعه نيكولاس مركاتور لأول مرة في كتابه Logarithmotechnia (1668).

### تاريخ
- Cavalieri, Geometria indivisibilibus (continuorum nova quadam ratione promota) (Geometry, exposed in a new manner with the aid of indivisibles of the continuous), 1635.
- Cavalieri, Exercitationes Geometricae Sex ("Six Geometrical Exercises"), 1647
  - in Dirk Jan Struik, editor, A source book in mathematics, 1200–1800 (Princeton University Press, Princeton, New Jersey, 1986). (ردمك 0-691-08404-1), (ردمك 0-691-02397-2) (pbk).
- Mathematical expeditions: chronicles by the explorers, Reinhard Laubenbacher, David Pengelley, 1998, Section 3.4: "Cavalieri Calculates Areas of Higher Parabolas", pp. 123–127/128
- A short account of the history of mathematics, Walter William Rouse Ball, "Cavalieri", p. 278–281
- "Infinitesimal calculus", Encyclopaedia of Mathematics
- The Britannica Guide to Analysis and Calculus, by Educational Britannica Educational, p. 171 – discusses Wallace primarily

### براهين
- Wildberger، N. J. (2002). "A new proof of Cavalieri's quadrature formula". The American Mathematical Monthly. ج. 109 ع. 9: 843–845. DOI:10.2307/3072373. JSTOR:3072373.
- Bradley، David M. (مايو 2003). "Remark on Cavalieri's quadrature formula". The American Mathematical Monthly. ج. 110 ع. 5: 437. arXiv:math/0505059. Bibcode:2005math......5059B, appeared in print at end of Zeros of the Alternating Zeta Function on the Line R(S) = 1 {{استشهاد بدورية محكمة}}: روابط خارجية في |postscript= (مساعدة)صيانة الاستشهاد: postscript (link)
- Barth، N. R. (2004). "Computing Cavalieri's quadrature formula by a symmetry of the n-cube". The American Mathematical Monthly. ج. 111 ع. 9: 811–813. DOI:10.2307/4145193. JSTOR:4145193.
- A bot will complete this citation soon. Click here to jump the queue أرخايف:math/0608722.
- Malik, M.A. (1984) "A Note on Cavalieri Integration", مجلة الرياضيات 57(3): 154–6 دُوِي:10.2307/2689662
- V. Frederick Rickey (2011) Fermat's Integration of Powers", in Historical Notes for Calculus Teachers

## روابط خارجية
- إيريك ويستاين، Cavalieri's Quadrature Formula، ماثوورلد Mathworld (باللغة الإنكليزية).
- Cavalieri Integration
- D. J. Struik, A Source Book in Mathematics, 1200-1800, p. 214